# Tierce mineure
Pour un article plus général, voir Tierce (musique).

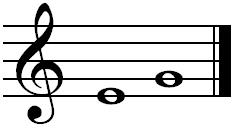
Tierce mineure pure mi-sol.

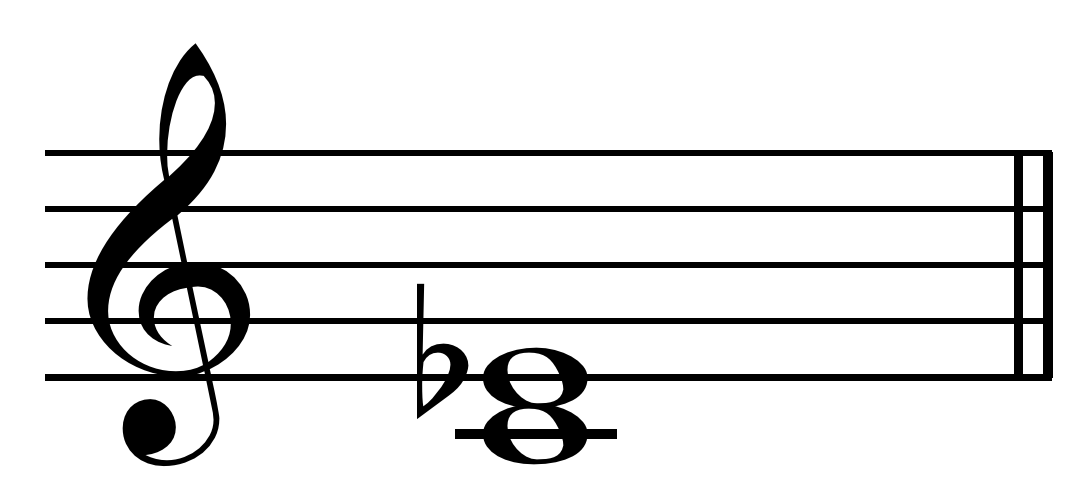
Tierce mineure pure do-mi bémol.

En musique, une tierce mineure est un intervalle de trois demi-tons. Elle est très utilisée dans la musique occidentale, et forme la base de la gamme mineure. Dans un tempérament égal à douze demi-tons (gamme tempérée), elle est l'équivalent enharmonique de la seconde augmentée.
La tierce mineure est l'intervalle séparant deux sons dont les fréquences fondamentales sont en rapport 6⁄5, quand elle est pure. C'est un intervalle d'un ton et demi.
Ainsi, si l'on définit une note do à 528 Hz, sa tierce mineure supérieure mi bémol a une fréquence de 633,6 Hz — soit un rapport de 1,2. Il s'agit de la valeur d'une tierce mineure pure, le rapport étant assez différent dans le tempérament égal : ce même mi bémol aura alors une fréquence de 627,9 Hz.
La tierce mineure joue, dans l'accord parfait mineur, le même rôle que la tierce majeure dans l'accord parfait majeur.

## Tierce mineure pure
La tierce mineure est la base du tempérament à tierces mineures pures — très peu usité à cause de ses quintes assez grinçantes.
Elle est composée d'un ton et demi.

## Tierce mineure du tempérament égal
Si donc la tierce majeure est fortement augmentée par le tempérament égal, la tierce mineure est pour sa part diminuée d'autant, ce qui n'a pas la même incidence.

## Autre tierce mineure pure
Il est intéressant de remarquer l'existence d'un deuxième type naturel de tierce mineure pure, plus petite, dans la série des harmoniques : le rapport 7⁄6. Cela peut expliquer pourquoi l'oreille est moins sensible à la justesse de la tierce mineure, acceptant des hauteurs variables de notes.
Cette tierce mineure, qui fait intervenir le 7e harmonique, est souvent appelée par les Anglo-Saxons, tierce septimale, ou encore tierce sous-mineure, d'après Helmholtz.

## Exemples
Un exemple mémorisable souvent donné pour cet intervalle est les deux premières notes de la mélodie très connue Greensleeves.
Il pleut, il pleut, bergère comporte une tierce mineure ascendante au début de son refrain : « Il-pleut, il-pleut Bergère, rentre tes blancs moutons... ».
Hey Jude des Beatles débute par une tierce mineure descendante.
L'hymne national américain, The Star-Spangled Banner, débute par une tierce mineure descendante.
L'hymne national canadien, Ô Canada, débute par une tierce mineure ascendante.